# سقوط کامپالا
سقوط کامپالا (به انگلیسی: Fall of Kampala) که از آن به آزادی کامپالا نیز تعبیر می‌شود، نبردی در طی جنگ اوگاندا و تانزانیا است که در سال ۱۹۷۹ رخ داد. در طی این نبرد نیروهای تانزانیا و جبهه آزادی‌بخش ملی اوگاندا موفق به فتح کامپالا، پایتخت اوگاندا گردیدند. در نتیجه عیدی امین رئیس‌جمهور اوگاندا بازداشت، نیروهای وی پراکنده و دولت جدید مستقر گردید.